# Nord 2200
Le Nord 2200 était un avion de chasse embarqué développé par la Société nationale des constructions aéronautiques du Nord (SNCAN) pour répondre à un programme français de 1946. Il a volé pour la première fois le 16 décembre 1949, mais il n’a pas été sélectionné et n’a jamais été produit en série.

## Historique
Les ingénieurs de la SNCAN développent en 1946 un avion embarqué à réaction destiné à équiper les futurs porte-avions de la Marine française. Les services officiels passent commande d’un prototype à la société du nord le 31 décembre 1946 via le marché n°5250/56. C’est Alain Buzet qui est chargé de la conception mais le directeur technique de l’entreprise, Louis Coroller, garde également un œil sur le projet. La formule proposée est simple : prise d’air frontale, ailes basses à légère flèche, empennage simple et train tricycle. Les ingénieurs prévoient que les extrémités des ailes puissent être repliables pour faciliter son stockage sur porte-avions. Néanmoins, il est décidé que ce mécanisme ne soit pas encore monté sur le prototype d’essai. L’avion reçoit un turboréacteur Rolls-Royce Nene que l’État s’engage à fournir gratuitement à l’avionneur. Le prototype est vraisemblablement construit au sein des ateliers aéronautiques d’Issy-les-Moulineaux. 
Le Nord 2200 accuse d’importants retards dans sa fabrication si bien qu’il n’est pas opérationnel avant la fin de l’année 1949 et son premier vol se voit retardé par des conditions défavorables. 
« Les premiers essais du turboréacteur, au point fixe, ont eu lieu le 27 octobre, mais les vols d'essais ont été retardés par les conditions atmosphériques défavorables et l'état défectueux du terrain de Melun-Villaroche ».
C’est le 16 décembre que le chasseur naval connaît finalement le ciel. C’est Claude Chautemps qui est aux commandes, il est alors directeur des essais en vol à la SNCAN et travaille parallèlement sur la mise au point du Nord 2500, initiateur de l’avion de transport militaire : le Noratlas. 
Le prototype présente alors de bonnes qualités comme le déclare un journaliste de la Revue aéronautique de France : 
« L'appareil s'est révélé extrêmement maniable et l'efficacité des gouvernes s'est montrée parfaite ; ce qui laisse déjà entrevoir un développement rapide des essais qui doivent se poursuivre à des vitesses croissantes, suivant un programme bien déterminé».
Si celui-ci avait jusqu’ici connu des vols sans encombre, le vol planifié au 24 juin 1950 connaît un important incident. L’appareil est victime d’une fuite de carburant et s’enflamme lors de la procédure de décollage. Finalement, le pilote, Claude Chautemps, parvient à stopper l’aéronef et à évacuer le cockpit. La SNCAN profite de l’immobilisation de l’appareil pour réaliser plusieurs modifications dans l’optique d’améliorer ses performances et la stabilité en vol par l’ajout de servocommandes. Ces ambitions sont finalement abandonnées lorsque le Centre d'essais en vol, service de l'Armée de l'Air, fait part de ses conclusions sur l’appareil, le prototype ne répond pas aux exigences de l’aéronautique navale et l’armée préfère se tourner vers un avion étranger pour s’équiper : le Sea Venom du constructeur britannique de Havilland. La fin de carrière du prototype Nord 2200 est mal connue, il aurait fait plusieurs apparitions à l’occasion d'événements en lien avec l’aviation comme le Salon du Bourget de 1953 où il aurait effectué une démonstration avec une fusée. 